# Stazione di Yawatajuku
La stazione di Yawatajuku (八幡宿駅?, Yawatajuku-eki) è una stazione ferroviaria situata nella città di Ichihara, nella prefettura di Chiba in Giappone, ed è servita dalla linea linea Uchibō della JR East.

## Linee
East Japan Railway Company
■ Linea Uchibō

## Struttura
La stazione è dotata di un marciapiede a isola centrale con due binari passanti in superficie. La biglietteria presenziata è aperta dalle 6 alle 21.
| 1 | ■ Linea Uchibō | per Soga, Chiba e Tokyo                               |
| 2 | ■ Linea Uchibō | per Goi, Sodegaura, Kisarazu, Tateyama e Awa-Kamogawa |

## Stazioni adiacenti
| «            | Servizio      | »            |
| Linea Uchibō | Linea Uchibō  | Linea Uchibō |
| ------------ | ------------- | ------------ |
| Hamano       | Locale Rapido | Goi          |